# Fuchshabicht
Der Fuchshabicht (Erythrotriorchis radiatus) ist eine seltene, in Australien beheimatete Art der Greifvögel, die zur Familie der Habichtartigen gehört.

## Merkmale

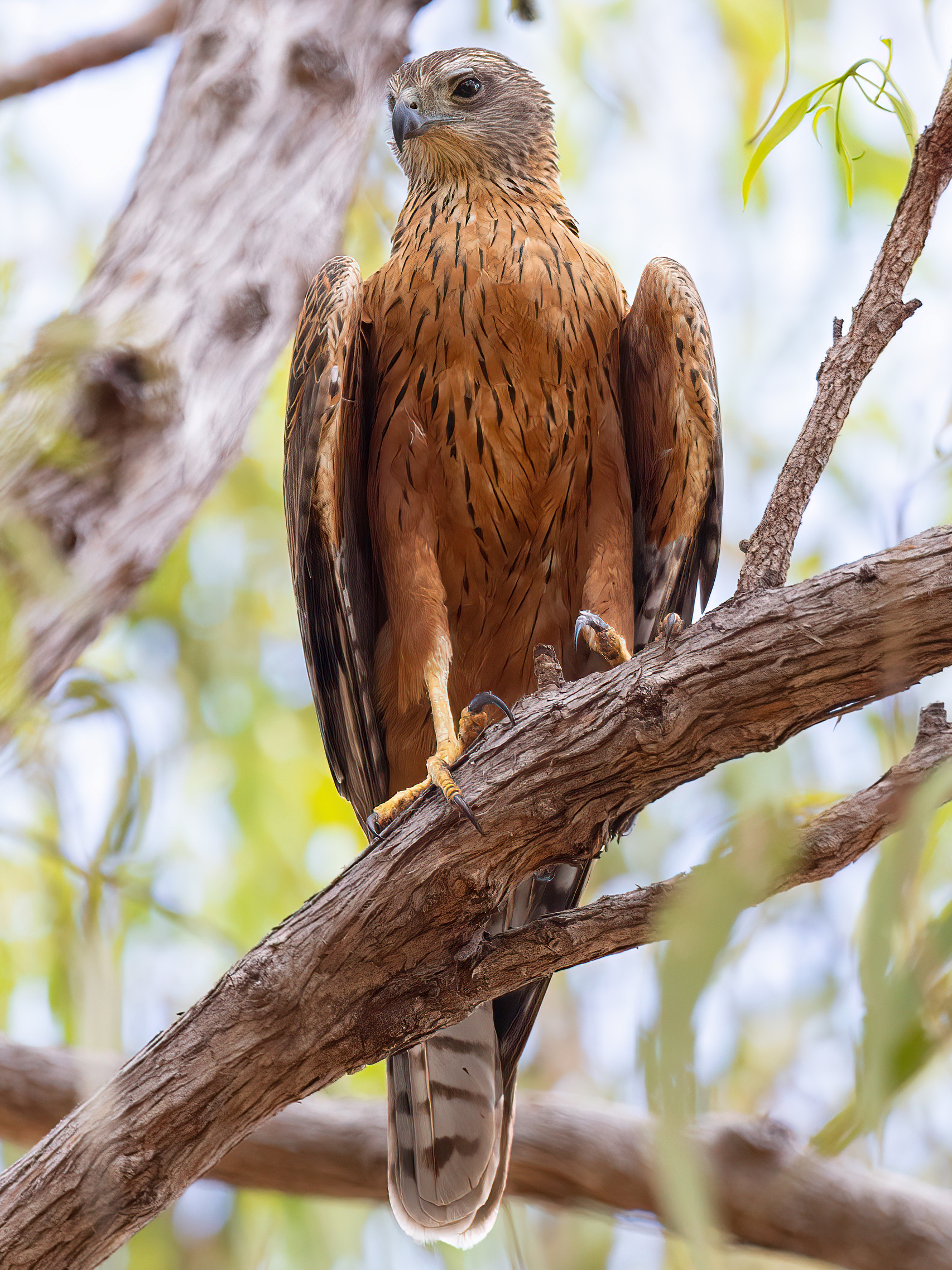
Fuchshabicht

Der Fuchshabicht ist ein großer und stämmig gebauter Vertreter seiner Familie. Auffällige Merkmale sind die massiv wirkenden Füße, die in langen, kräftigen Zehen und Klauen enden, sowie der abgeflachte Kopf. Der Schwanz wirkt länglich und bei weiblichen Exemplaren sowie den meisten Männchen auch in nicht gespreizter Haltung leicht abgerundet. Bei einigen, aber nicht allen Männchen sind die äußeren Steuerfedern hingegen etwas länger als die inneren, wodurch der Schwanz eher eingekerbt wirkt. Die Flügel sind vergleichsweise lang und spitz zulaufend, die Handschwingen stehen im Flug weit auseinander. Insgesamt erinnert der Körperbau an einen typischen Vertreter der Gattung Accipiter, zu der der Fuchshabicht lange Zeit auch gestellt wurde. Im Gesichtsbereich findet sich ein angedeuteter Federring, wie er in stärkerer Ausprägung auch bei Eulen vorhanden ist. Hinsichtlich Größe und Gewicht liegt bei der Art ein deutlicher Sexualdimorphismus vor. Wie bei vielen Greifvögeln werden auch beim Fuchshabicht die Weibchen größer und schwerer als ihre männlichen Artgenossen, konkrete Angaben sind jedoch nur für wenige Individuen dokumentiert. Das Gewicht der Weibchen liegt in etwa bei 1100 bis 1300 g, die Flügelspannweite bei 385 bis 424 mm. Männchen erreichen wohl hingegen lediglich 630 bis 640 g Gewicht und 335 bis 372 mm Flügelspannweite. Auch hinsichtlich der Gefiederfärbung unterscheiden sich die Geschlechter. Männliche Exemplare sind an der Oberseite allgemein schwärzlich-braun gefärbt, viele Konturfedern zeigen zu den Spitzen hin einen rötlich-braunen Einschlag variabler Ausprägung, besonders im Bereich des Oberflügels. An Hinterkopf und Kehle geht die Färbung zunehmend ins Gräuliche über, das von einem Muster aus schwarzen Streifen unterschiedlicher Stärke unterbrochen wird. Zum Gesichtsbereich hin verschwindet diese Musterung mehr und mehr, bis sie schließlich von einem fast monotonen Grau ersetzt wird. Die Grundfärbung an der Körperunterseite ist ein rötliches Braun, an den Flanken und im Brustbereich findet sich das schwarze Streifenmuster wie an der Oberseite wieder. Die Schenkel sind etwas dunkler und fast gänzlich ungemustert. Am Bauch zeigen sich bei einigen Individuen darüber hinaus weißlich gefärbte Stellen. Die Schwanzfedern sind an der Unterseite weiß, an der Oberseite dunkelgrau, jeweils unterbrochen von breiten, schwärzlich-braunen Bändern. An ihrer Spitze findet sich ein im Flug gut sichtbarer, schwarzer Fleck. Die Primär- und Sekundärfedern der Flügel sind allgemein dunkler als der Rest des Körpers und besitzen eine feine, weiße Ränderung. Die unbefiederten Unterschenkel und Füße sind schwach gelblich, die Wachshaut sowie der Bereich um die Augen zeigen ein blasses Grau. Der stark gebogene Schnabel ist etwas dunkler, bei manchen Vögeln zeigen sich hier leichte bläuliche Einschläge. Die Iris des Auges ist zumeist gelb, bei manchen Männchen auch leicht bräunlich. Weibliche Exemplare sind grundsätzlich blasser gefärbt als ihre männlichen Artgenossen. Besonders an der Brust dominieren die weißen Farbtöne häufig stärker, das rötliche Braun ist an vielen Körperstellen weniger stark ausgeprägt.
Fuchshabichte im Jugendkleid sind vor allem an dem noch deutlich höheren Anteil rotbrauner Färbung in ihrem Gefieder zu erkennen. Besonders an der Oberseite sind die rötlich-braunen Spitzen der Konturfedern noch viel breiter als bei den Adulten. An der Unterseite gibt es noch kaum Bereiche, die nicht von einer schwarzen Musterung durchzogen sind. Die Bänderung an den Schwanzfedern ist oft noch nicht durchgängig vorhanden. Die Iris ist zunächst noch braun, die unbefiederten Teile des Gesichts zeigen eine leicht bläuliche Färbung. Unterschenkel und Füße sind cremefarben statt gelblich. Nach einer weiteren vollständigen Mauser beginnt die rötliche Färbung langsam weniger auffällig zu werden. Weibliche Exemplare zeigen dann allmählich außerdem weiße Flecken im Brustbereich. Generell kann sich die Ausbildung des endgültigen adulten Gefieders über mehrere Mauservorgänge hinziehen. Die Gefiederfärbung kann daher bei der Altersbestimmung in vielen Fällen nur einer von mehreren Anhaltspunkten sein.
Ausgewachsene Fuchshabichte ähneln bei flüchtigem Hinsehen einer ganzen Reihe teilweise nicht näher verwandter Arten, die im selben Verbreitungsgebiet vorkommen, wobei vor allem die rötliche Morphe des Habichtfalken (Falco berigora) zu nennen ist. Weitere Verwechslungskandidaten sind unter anderem Milanweihen (Lophoictinia isura), weibliche Sumpfweihen (Circus approximans) sowie die Jungvögel diverser weiterer Arten. Neben eher subtilen Abweichungen bei der Farbgebung lässt der Fuchshabicht sich von all diesen Arten am besten durch sein Flugbild und seine Körperform unterscheiden. Durch die Vielzahl an ähnlichen Arten kommt es regelmäßig zu Fehlsichtungen von Fuchshabichten, was eine realistische Einschätzung des Bestandes erschweren kann.

## Verbreitung und Zugverhalten
Der Fuchshabicht ist in Nord- und Ostaustralien sowie südlich bis nach New South Wales verbreitet.
Er ist prinzipiell ein Standvogel. Im östlichen Australien ziehen manche Vögel im Winter nach der Brutzeit vom Brutplatz in den Bergen in das küstennahe Flachland.

## Lebensraum und Verhalten
Auf Grund ihrer Seltenheit und einer zurückgezogenen, unauffälligen Lebensweise wurde das Verhalten des Fuchshabichts bisher nur bei wenigen Gelegenheiten dokumentiert. Begegnungen sind häufig eher kurz und auf große Entfernungen, hinzu kommen fehlerhafte Sichtungen durch Verwechslungen mit ähnlich aussehenden Arten. Das bewohnte Habitat umfasst vergleichsweise komplexe Landschaftsformen wie offene Wälder, baumbestandene, tropische Savannen, Galeriewälder entlang von Flüssen oder die Ränder tropischen Regenwalds. Dichte Wälder werden hingegen eher gemieden. Das Vorkommen ganzjährig nicht trockenfallender Wasserquellen gilt als bedeutsam. Zumindest in Queensland scheinen die Vögel darüber hinaus von Eukalypten dominierte Landschaften zu bevorzugen. Fuchshabichte werden zumeist allein oder in Paaren angetroffen, größere Gruppen bilden sie scheinbar nicht. Sind sie nicht auf der Jagd, verbringen die Habichte einen Großteil ihrer Zeit an schattigen Ruheplätzen und sind dann schwer auszumachen. Vor allem in den späten Morgenstunden und in der Mittagszeit können sie allerdings auch bei relativ niedrigen Gleitflügen (unter 150 m Höhe) über dem Blätterdach beobachtet werden.

## Ernährung
Fuchshabichte sind aktive Jäger, deren bevorzugte Beute andere Vögel bis etwa zur doppelten Größe der Weibchen darstellen. Ergänzt wird der Speiseplan durch diverse Reptilien, Säugetiere und Insekten. Einen Großteil der Nahrung machen wasserbewohnende Vogelarten wie Entenvögel, bodenlebende Vertreter der Hühnervögel sowie verschiedene Tauben-Arten aus. Auch vor wehrhafterer Beute wie dem Gelbhaubenkakadu (Cacatua galerita) schrecken Fuchshabichte nicht zurück. Um derartige Beutetiere sicher greifen und halten zu können, hat die Art besonders große und kräftige Füße und Klauen ausgebildet. Ältere Berichte, laut denen Fuchshabichte auch regelmäßig Aas aufnehmen sollen, werden heute hingegen als unzutreffend angesehen. Stattdessen nutzen die Vögel eine Reihe unterschiedlicher Jagdmethoden. Am häufigsten wird die Lauerjagd von einer versteckten Sitzwarte unterhalb des Blätterdachs beschrieben, wo die Habichte bis zu zwei Stunden geduldig auf vorbeikommende Beute warten. Auch Jagdversuche aus dem eigenen Gleitflug heraus werden nicht selten unternommen. Darüber hinaus werden opportunistisch durch Störungen wie etwa menschliche Beobachter oder Buschfeuer aufgescheuchte Tiere geschlagen. Bei der Lokalisierung der Beute spielt das Gehör offenbar eine mindestens ebenso große Rolle, wie die visuelle Wahrnehmung.

## Fortpflanzung
Die Brutsaison dauert in den nördlichen Teilen des Verbreitungsgebietes von Mai bis Oktober und in den östlichen von August bis Oktober. Es werden keine Brutkolonien gebildet.
Das flache Nest besteht aus Ästen und ist mit grünen Blättern ausgelegt. Es liegt auf einer 15 bis 29 m hohen Astgabel in einem freistehenden Baum in Gewässernähe. Meist werden zwei Eier gelegt, es gibt aber auch Bruten mit nur einem Ei. Diese werden etwa 40 Tage lang ausgebrütet. Die Jungen werden nach 51 bis 53 Tagen flügge und sind danach noch etwa zwei bis drei Monate von den Eltern abhängig.

## Systematik
Die Erstbeschreibung des Fuchshabichts stammt aus dem Jahr 1801 und geht auf den britischen Naturforscher John Latham zurück. Latham gab der neuen Art zunächst den wissenschaftlichen Namen Falco radiatus und stellte sie damit – wie bei vielen in dieser Zeit neu beschriebenen Greifvogelarten üblich – in die Gattung der Falken. Die Art gilt zurzeit als monotypisch, obwohl eine deutliche klinale Zunahme bei Gewicht und Körpergröße von Nord nach Süd feststellbar ist. Die in der Vergangenheit postulierte Unterart E. f. rufotibia aus der Kimberley-Region im Nordwesten Australiens wird heute allgemein nicht mehr als gültig betrachtet. Dass diese – ursprünglich im Jahr 1911 von Archibald James Campbell als eigenständige Art E. rufotibia beschriebene – Population heute nicht einmal mehr den Status einer Unterart besitzt, verdeutlicht die Schwierigkeiten bei der taxonomischen Einordnung des Fuchshabichts. Als recht unumstritten gilt mittlerweile eine enge Verwandtschaft der Art zu dem auf Neuguinea heimischen Prachthabicht (E. buergersi), mit dem sie nach heutigem Kenntnisstand die Gattung Erythrotriorchis bildet. Die Stellung von Erythrotriorchis innerhalb der Familie der Habichtartigen bleibt jedoch weiterhin ungeklärt.

## Gefährdung und Bestand
Der Fuchshabicht ist einer der seltensten Raubvögel Australiens. Das liegt an seinen besonderen Lebensraumanforderungen und seinem lokal begrenzten Verbreitungsgebiet, welches wiederum durch Abholzung von Wäldern weiter verkleinert wird. Der geringe Bruterfolg erklärt sich durch illegales Eiersammeln und durch Störung der Vögel durch Vogelbeobachter und Naturfotografen am Nest. Die Bestimmung der Bestandsgröße ist aufgrund seiner versteckten Lebensweise sehr schwierig. Sicher ist nur, dass der Bestand abnimmt. Verschiedenen Schätzungen zufolge umfasst die Population etwa 330 Brutpaare (Aumann & Baker-Gabb, 1991), 1000 (Czechura & Hobson, 2000) bzw. 1400 erwachsene Individuen (BirdLife International, 2016). In der Roten Liste der IUCN wird er daher als potenziell gefährdet (Near Threatened) eingestuft.